# Materials Center Leoben
Die Materials Center Leoben Forschung GmbH (MCL) ist, neben dem Polymer Competence Center Leoben (PCCL) und dem Erich Schmid Institut der ÖAW (ESI), eines der führenden außeruniversitären, anwendungsorientierten und kooperativen Forschungsunternehmen auf dem Gebiet der Werkstoffwissenschaft in Österreich. Es befindet sich in Leoben, im Impulszentrum für Werkstoffe (IZW) der Montanuniversität Leoben.

## Geschichte
Das MCL wurde im Jahr 1999 als Werkstoffkompetenz-Zentrum Leoben im Rahmen des Kplus-Kompetenzzentrenprogramms gegründet.
Im Gründungsjahr generierten 27 Mitarbeiter ein Projektvolumen von 1,37 Mio €. Bis 2007 wurden insgesamt ca. 33 Mio. € umgesetzt.

## Organisation
Gesellschafter sind:
- Montanuniversität Leoben (47,5 %),
- Joanneum Research (17,5 %),
- Stadtgemeinde Leoben (15 %),
- Österreichische Akademie der Wissenschaften 12,5 %.
- Technische Universität Wien (5 %),
- Technische Universität Graz (2,5 %)

### Finanzierung
Das MCL ist seit 2008 Trägerinstitution des Förderprogramms MPPE und damit ein COMET K2-Kompetenzzentrum.
Das K2- geförderte Projektvolumen beträgt etwa 14 Mio.€. Die Förderquote beträgt konstant 55 %. Die Erlangung dieser Förderung erfordert eine jahrelange Vorlaufzeit und einen gewaltigen bürokratischen Aufwand. Der Antrag im Jahr 2011 für die Phase II war beispielsweise 800 Seiten stark. Rein unternehmensgetragene Service-Leistungen oder durch andere Förderprogramme finanzierte F&E im Wert von etwa 2 Mio.€ bringen den Gesamtumsatz auf etwa 16 Mio.€ für das Jahr 2012. Im Jahr 2011 verblieb ein Bilanzgewinn von ca. 650.000.- €, bei einem Anlagevermögen von 2,2 Mio. € und Personalaufwand von 4,6 Mio.€.
Zukünftig werden sich jedoch Rahmenbedingungen einstellen, die einen negativen Einfluss auf das Kompetenzzentrum mit sich bringen könnten. So wird der akzeptierte Overhead der wissenschaftlichen Partner in der COMET-Phase II auf 20 % begrenzt, wobei jedoch die tatsächlichen Overheads über 80 % betragen. Für die wissenschaftlichen Partner wird eine Teilnahme an den Kompetenzzentren somit wirtschaftlich weniger lukrativ, zumal sie auch noch 5 % an Sachleistungen einbringen müssen.

### Kooperationen
65 Unternehmenspartner und 47 wissenschaftliche Partner des Materials Center Leoben haben 2011 durch die Abgabe eines „Letter of Commitment“ ihre weitere Partnerschaft zu MCL bekräftigt.
Im NonK-Bereich, also bei geförderten Projekten außerhalb des COMET-Programms,
sowie bei Labor-, Berechnungs- und Beratungsleistungen etc., verfügt das MCL über
einen Kundenstock von ca. 100 Unternehmen. Die Auftrags-/Projektgröße reicht dabei von einigen hundert bis zu einigen hunderttausend Euro für die Durchführung von spezifischen Untersuchungen.
Sehr oft ist allerdings die Mitarbeit, besonders die kleinerer Partner, nur auf ein Projekt oder ein Workpackage beschränkt, daher wird verstärkt danach getrachtet, die Partner in langfristige Kooperationen zu integrieren. Das MCL versucht daher- durch die Organisation von themenspezifischen Workshops und Veranstaltungen- sich bei diesen Partnern durch seine Leistungen als erste Adresse für die Lösung komplexer Fragestellungen und
Probleme etablieren und sich als Technologietreiber zu profilieren.

## Tätigkeit und Arbeitsfelder

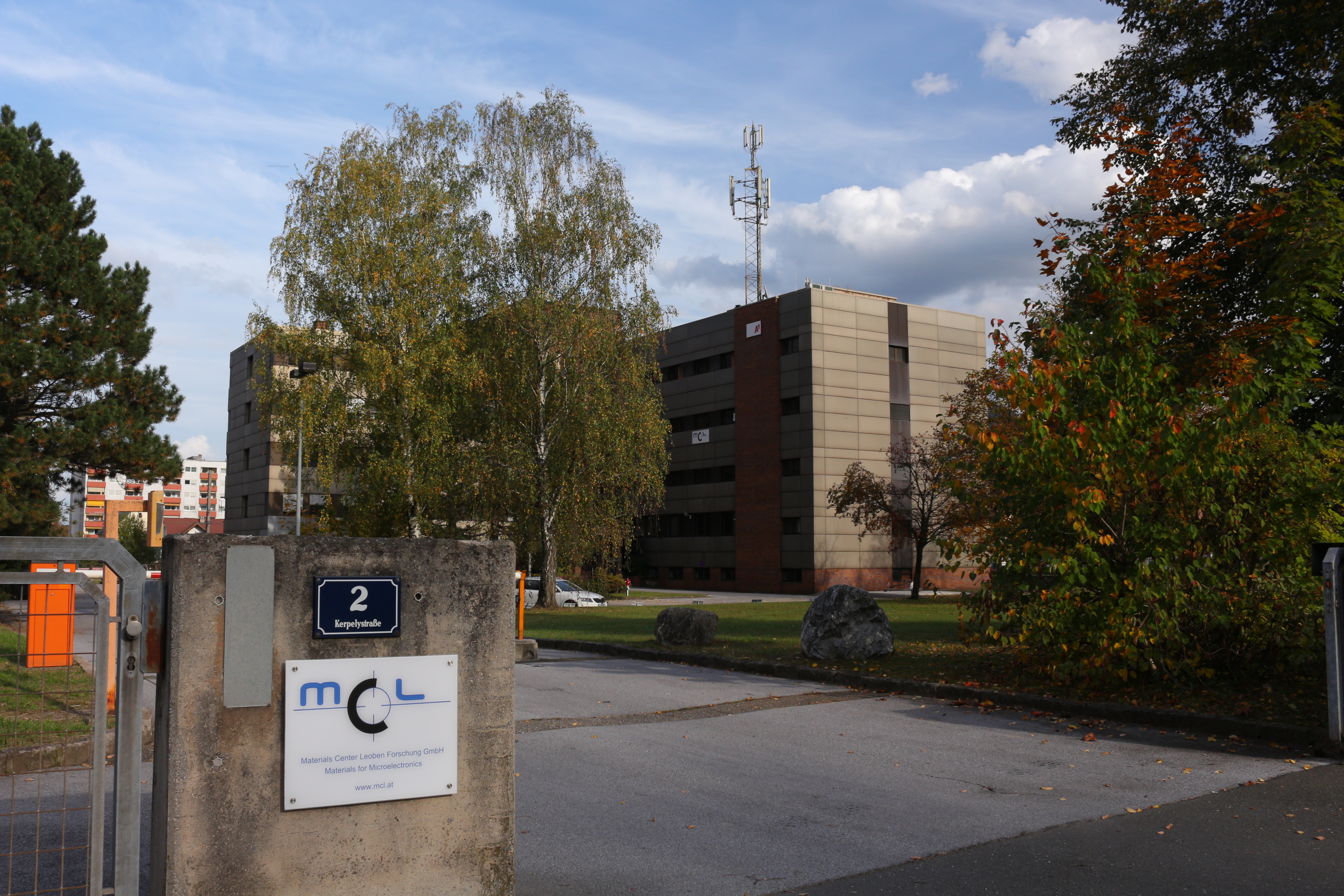
Außensitz in der Kerpelystraße 2, Leoben

Zielsetzung des Materials Center Leoben ist das materialwissenschaftliche Know-how der Eigentümer und Forschungspartner anwendungsorientiert zu bündeln und Wirtschaftsunternehmen über gemeinsame F&E im Bereich Werkstofftechnik, Verfahrenstechnik und Produktentwicklung – ergänzt durch Dienstleistung in Beratung, Werkstoffanalyse, Simulation & Schadensanalyse- zur Verfügung zu stellen, um dadurch den Forschungs- und Wirtschaftsstandort Österreich nachhaltig zu stärken.

### Forschungsfelder
Experten aus den Bereichen Metallurgie, Physik, Mathematik sowie Gießerei- und Maschinenbau beschäftigten sich mit einem breiten Spektrum von Themen:
- Stähle – Entwicklung, Verarbeitung, Auslegung, Anwendung- „New Steel Solutions“
- Werkzeugtechnik und -werkstoffe, Belastung und Standzeit- „Tooling“
- Verbundwerkstoffe der Elektronikindustrie, Keramiken- „Materials for Microelectronics“
- Werkstoffanalytik auf allen Längenskalen- „Materials Analytics“
- Werkstoffmechanik, Auslegung, Materialmodelle- „Material Mechanics and Simulation“
- Optimierung des Radialschmiedens durch Finite Elemente-Methoden
- Frettingbeanspruchung von Bauteilen
- Mechanische Zuverlässigkeit von LTCC Keramik-Komponenten für die Automobilindustrie
- Werkstoffcharakterisierung für Feuerfestmaterialien
- Gießereiforschung, Erstarrungsforschung, Simulation, Modellierung, Prozesstechniken
- Pulvertechnik, Oberflächentechnik, Selbstorganisierende Monoschichten, Nanopartikel
- Funktionswerkstoffe mit gradiertem und mehrkomponentigem Aufbau
- Nanostrukturwissenschaften
- Fügetechnik
- Piezo-Aktoren
- Makro-, Mikro- bis zu atomistischen Modellierung[10] neuer Materialien und der Optimierung der Herstellungsprozesse
- Aluminiumlegierungen z. B. mit Titan, Mangan, Silizium und Niob, Multiphasenstahl mit Molybdän oder Martensit werden für hochbelastete Struktur- und Funktionsbauteile und deren schädigungstoleranter Auslegung eingesetzt.
- Strangguss, Kaltschmieden oder Wärmebehandlungen sind hochpräzise, ressourcenschonende Fertigungsverfahren die an hochbelasteten Stellen die Bauteileigenschaften verbessern. Zu deren Optimierung werden Phasendiagramme erstellt.
- 3D-Integration & Packaging von elektronischen Bauteilen – z. B. die finale Einhausung von, im speziellen ICs unterschiedlichster Funktionalität, zu weiterverarbeitungsfähigen Einheiten und deren Integration in Platinen bis zu kompletten elektronischen Baugruppen. Typische Produkte mit hohem Innovationsgrad sind Wireless Devices wie Funketiketten und Biochips, Optoelektronik wie LEDs oder Photovoltaikanwendungen, und MEMS.

Im Jänner 2014 wurde das MCL zum Koordinator des Multi Sensor Plattform-Projektes- eines Innovationsprojektes der Europäischen Union- auserkoren, an dem 17 Partnern aus 6 europäischen Nationen beteiligt sind. 18 Millionen Euro werden in den nächsten drei Jahren in dieses Mikroelektronik-Projekt investiert, auf 12,6 Millionen beläuft sich dabei der Förderanteil der EU. Zehn Spitzenkräfte des MCL werden dieses Projekt betreuen. Es geht dabei darum extrem kleine Sensoren zu entwickeln und in Computerchips zu integrieren. Damit könnte dann beispielsweise ein Smartphone Freiluftsportler vor zu hohen Ozonwerten, Stadtbewohner vor zu hohen Feinstaubwerten, Landwirte vor Silogasen oder Strandgäste vor zu hoher UV-Belastung warnen.
Um die gesamte Wertschöpfungskette von der Herstellung von Materialien und Bauteilen
bis zu deren Verhalten im Einsatz sowohl wissenschaftlich als auch technologisch
durchdringen zu können, werden multidisziplinäre Forschungsprojekte in den
folgenden sieben „Area“s durchgeführt:
- Area 1: Virtuelle Integration von Material-, Prozess- und Produktengineering
- Area 2: Multiskaliges Material-Design
- Area 3: Hochpräzise Prozesse und Fertigung
- Area 4: Schädigung – Analyse der Mechanismen, Entwicklung und Modellierung
- Area 5: Werkzeugtechnik
- Area 6: Ermüdungssicheres Design
- Area 7: Design und Zuverlässigkeit funktionaler Bauteile

### Laboratorien und Simulationsbereich
Das MCL verfügt über folgende Laboratorien:
- Mechanisches Prüflabor
- Metallographielabor
- Physikalisch-chemisches Labor
- Elektronenmikroskopielabor
- Wärmebehandlungslabor

In den letzten Jahren wurde ein umfangreicher Anlagenpark aufgebaut, der die Bereiche Metallographie, Mikroskopie, physikalisch-chemische und thermische Analyse, mechanische Prüfung, Wärmebehandlung sowie Tribologie abdeckt, z. B.:
- Servohydraulische Prüfmaschine mit Temperierkammer von −150 °C bis 600 °C
- Computertomograph
- Rasterkraftmikroskop
- Draht-Erodiermaschine
- Hochtemperatur-Vakuumofens mit Dehnungsmessung für die mechanische Prüfung
- Xstress-Röntgendiffraktometer
- Ultraschallmikroskop

Der Simulationsbereich des Materials Center Leoben konzentriert sich auf Finite-Elemente-Analysen mit nichtlinearem elastisch-(visko-)plastischem Materialverhalten bei zyklischer Belastung, auf bruchmechanische Analysen, auf Kontaktsimulationen und auf die Simulation wichtiger Fertigungsprozesse.
F&E im Bereich Kunststofftechnik wird an der gleichen Adresse, Roseggerstraße 12
8700 Leoben, am Polymer Competence Center Leoben betrieben.

### Dissertationen, Masterarbeiten
Die Durchführung von Diplom-/Masterarbeiten und Dissertationen ist sowohl für das
Kompetenzzentrum als auch für die industriellen und wissenschaftlichen Partner der MCL
von großem Interesse. Die Studenten der Abschlusssemester werden dadurch einerseits auf die wissenschaftliche Arbeit im universitären Bereich vorbereitet und erhalten andererseits auch Einblick in industriespezifische Themen, die sie für anspruchsvolle Positionen in der Wirtschaft qualifizieren.
Vor allem durch industrierelevante Fragestellungen und die Bezahlung der Doktorarbeit im Rahmen von Projekten gelingt es, eine große Anzahl von Dissertanten und Diplomanden für die Mitarbeit am Forschungsprogramm zu gewinnen. Die Ergebnisse der Forschungstätigkeit seit 1999 sind: mehr als 1.000 Publikationen und Konferenzbeiträge, 90 Diplomarbeiten und 60 Dissertationen.
In den letzten Jahren wurden etwa 150 Publikationen, Vorträge oder Bücher pro Jahr veröffentlicht. Die Frauenquote ist in diesem Bereich ca. 20 % und entspricht damit etwa dem Anteil der weiblichen Studierenden an der Montanuni Leoben.

### Qualifizierungsmaßnahmen
Im Jahr 2011 wurden rund 78 Schulungsmaßnahmen für die derzeit etwa 150 Mitarbeiter  durchgeführt.
Nicht enthalten sind dabei die Teilnahme an Workshops oder Kongressen sowie verpflichtende
Vorlesungen im Rahmen von Dissertationen.
Ein Schwerpunkt lag auf Schulungen im Projektmanagement, da im Rahmen immer größerer und komplexerer Forschungsprojekte ein professionelles Projektmanagement unabdingbar ist. Darüber hinaus kooperiert das MCL verstärkt mit Industriesparten wie der Elektronikindustrie, in der Projektmanagement aufgrund der immer rascheren Innovationszyklen eine unverzichtbare Voraussetzung für den wirtschaftlichen Erfolg darstellt.
Die MCL-Mitarbeiter führen auch selbst Qualifizierungsmaßnahmen durch. Diese umfassen unter anderem praktische Schulungen sowie Vorlesungen und Übungen an Universitäten und Fachhochschulen sowie Unterricht an Höheren Technischen Lehranstalten.